# Combate de Humahuaca
El combate de Humahuaca o combate de La Herradura fue una batalla que formó parte de la Guerra entre las confederaciones Argentina y Perú-Boliviana en el cual las fuerzas de la Confederación Argentina al mando del general Felipe Heredia derrotaron a las fuerzas de la Confederación Perú-Boliviana al mando de Otto Philipp Braun

## Antecedentes
El general Braun se había lanzado en campaña recientemente al territorio argentino, ocupando varios poblados en el proceso.
Al enterarse Alejandro Heredia (General a cargo del ejército del norte) de la invasión el 9 de septiembre, envió a su hermano Felipe con 400 hombres de las fuerzas que el 1 de septiembre habían llegado a Jujuy, un escuadrón del regimiento Restauradores a Caballo, otro del Cristinos de la Guardia, un escuadrón de milicia y una compañía de tiradores.
Las fracciones de vanguardia Bolivianas ocuparon el pueblo de Humahuaca el 11 de septiembre.

## La batalla
Las fuerzas de Braun finalmente se vieron enfrentadas con las de Heredia, y después de un arduo combate las fuerzas  argentinas saldrían victoriosas, haciendo retroceder a las fuerzas Bolivianas hasta Santa Bárbara.